# Mitrephora celebica
Mitrephora celebica är en kirimojaväxtart som beskrevs av Rudolph Herman Scheffer. Mitrephora celebica ingår i släktet Mitrephora och familjen kirimojaväxter. Inga underarter finns listade i Catalogue of Life.